# Alessandro Zampedri
Alessandro Zampedri (Brescia, 3 ottobre 1969) è un pilota automobilistico italiano.

## Carriera
Nato a Brescia, la famiglia era titolare di un noto concessionario Opel. Nel 1989 divenne campione italiano di Formula Alfa Boxer e l'anno seguente debuttò nel campionato italiano di Formula 3, categoria che lo vide correre anche nel 1991.
Esordì sulla scena internazionale in Formula 3000 nella stagione 1992, alla guida di una vettura della Forti Corse, per poi giungere nella stagione 1993 alla scuderia Nordic Racing.
Trasferitosi negli Stati Uniti per proseguire la carriera, riuscì a trovare un accordo con la Euromotorsport per partecipare al campionato di Formula CART del 1994. Dopo poche gare, però, decise di cambiare team e passare al servizio di Dale Coyn. Con la nuova squadra riuscì a cogliere alcuni risultati, tra cui un settimo posto a Portland dopo una lunga rimonta. Alla Michigan 500 fu però protagonista di un grave incidente per cui si fratturò il bacino e fu costretto a fermarsi per alcune gare. Rimasto nel team anche nel 1995, ottenne alcuni piazzamenti a punti, tra cui un undicesimo posto al debutto alla 500 Miglia di Indianapolis. A fine stagione non venne però riconfermato e si ritrovò senza un volante.
Venne quindi ingaggiato dal team Scandia nel neonato campionato di Formula Indy, appena fondato dal proprietario dell'Indianapolis Motor Speedway Tony George, gareggiando insieme al connazionale Michele Alboreto.
La stagione 1996 tuttavia si concluse prematuramente alla 500 Miglia di Indianapolis. Dopo essere anche riuscito a issarsi al comando, negli ultimi giri della corsa, la sua vettura cominciò a diventare instabile e Zampedri perse alcune posizioni, trovandosi infine quarto. A un giro dal termine fu vittima di un grave incidente: la sua vettura si scontrò con quelle di Roberto Guerrero ed Eliseo Salazar, perse aderenza e urtò violentemente contro le barriere all'inizio del rettilineo finale. Nell'incidente il pilota venne gravemente ferito agli arti inferiori, rischiando tra l'altro l'amputazione del piede sinistro, e fu costretto a saltare tutte le gare successive della stagione.
Riprese a gareggiare in Formula Indy nella stagione 1997, senza però ottenere risultati di rilievo.
Nel 1999 tornò in Europa correndo nella Porsche Supercup, dove ha conquistato il titolo assoluto, primo italiano, nella stagione 2005. Rimase stabilmente nella categoria fino al 2008, riducendo progressivamente i propri impegni fino a ritirarsi nel 2013.

## Attività imprenditoriale
Già mentre svolge la professione di pilota, Zampedri si dedicava allo sviluppo delle sue attività imprenditoriali. Dopo aver venduto la concessionaria di famiglia, cominciò a svolgere attività imprenditoriali negli Stati Uniti, in particolar modo nel settore del immobiliare e della ristorazione, divenendo proprietario di vari hotel e di un ristorante stellato.